# Dicaeum annae
Pica-flor-d'uropígio-dourado ou pica-flor-de-rabadilha-dourada (Dicaeum annae) é uma espécie de ave da família Nectariniidae.
É endémica da Indonésia.
Os seus habitats naturais são: florestas subtropicais ou tropicais húmidas de baixa altitude.